# Avobakaweg
De Avobakaweg, tot 2022 geschreven als Afobakaweg, ook wel de weg naar Afobaka, is een verbindingsweg in Suriname met een lengte van 110 kilometer. Ze begint bij de Martin Luther Kingweg bij Paranam (Para) en eindigt in Afobaka (Brokopondo).

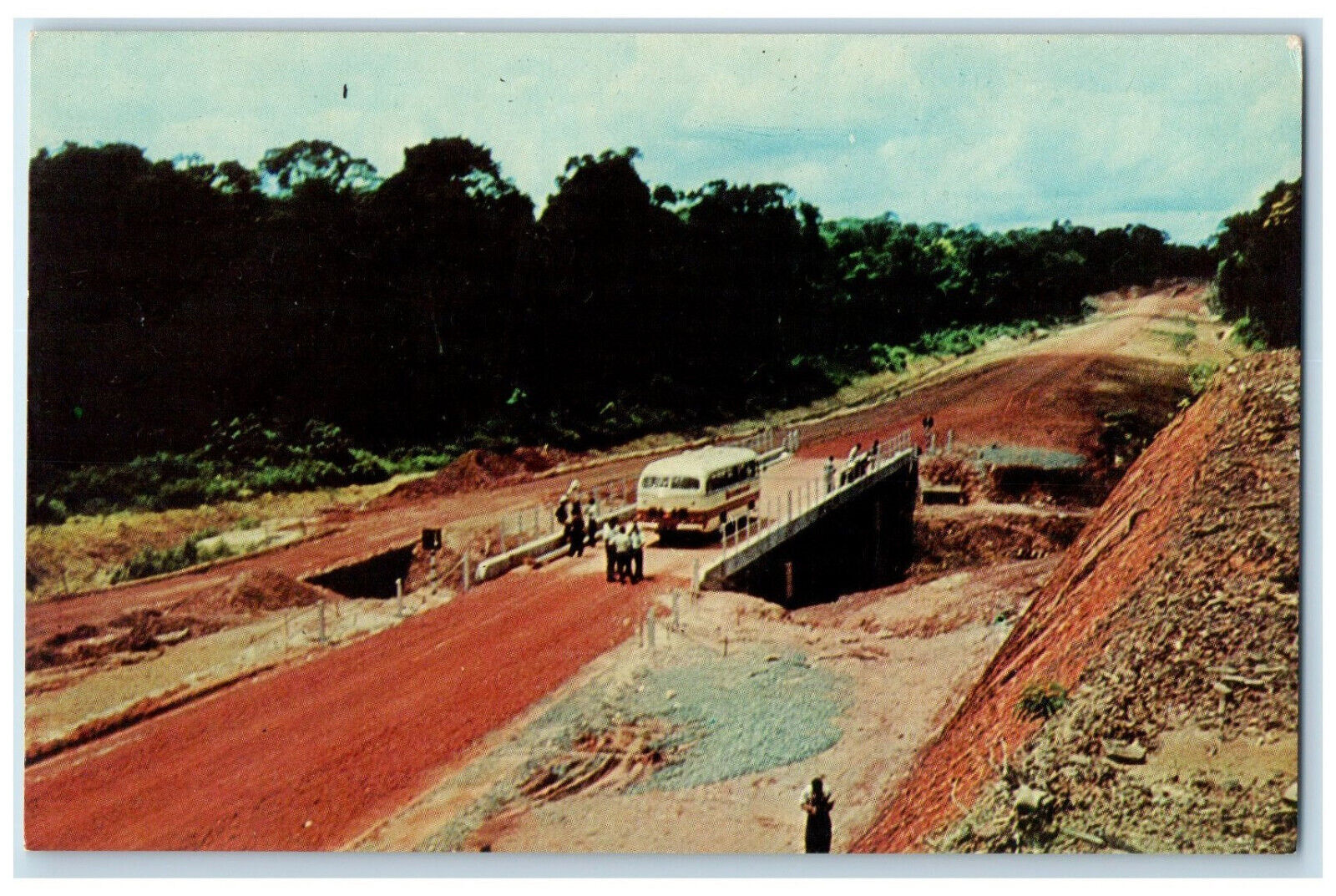
Aanleg van de weg

De weg werd door het bedrijf Suralco aangelegd om de Afobakadam te kunnen bouwen. De bouw van de stuwdam vond van 1961 tot 1964 plaats.
Sinds 15 mei 2020 staat het via een afslag bij Philipusdorp (Klein Powaka) naar de Desiré Delano Bouterse Highway in verbinding met de J.A. Pengel International Airport.

## Betekenis
"Avo" betekent grootouders in het Saramaccaans. In september 2022 werd de spelling van Afobakaweg veranderd in Avobakaweg om recht te doen aan deze betekenis. De weg kreeg de naam rond 1762-1765 – net na de vrede van 1765 –  toen de eerste granman Abini er zijn kamp opzette, in de buurt van de monding van de Sarakreek. Een koloniale delegatie vroeg hem toen wat hij daar deed, waarop hij antwoordde: "mi nango a mi avo baka" (ik ga terug naar mijn voorouders). Voor latere nakomelingen heeft de weg naar de Boven-Surinamerivier nog steeds dezelfde betekenis, als weg naar de plek van hun voorouders. De naamswijziging gebeurde op verzoek van Stichting 19 september 1762.

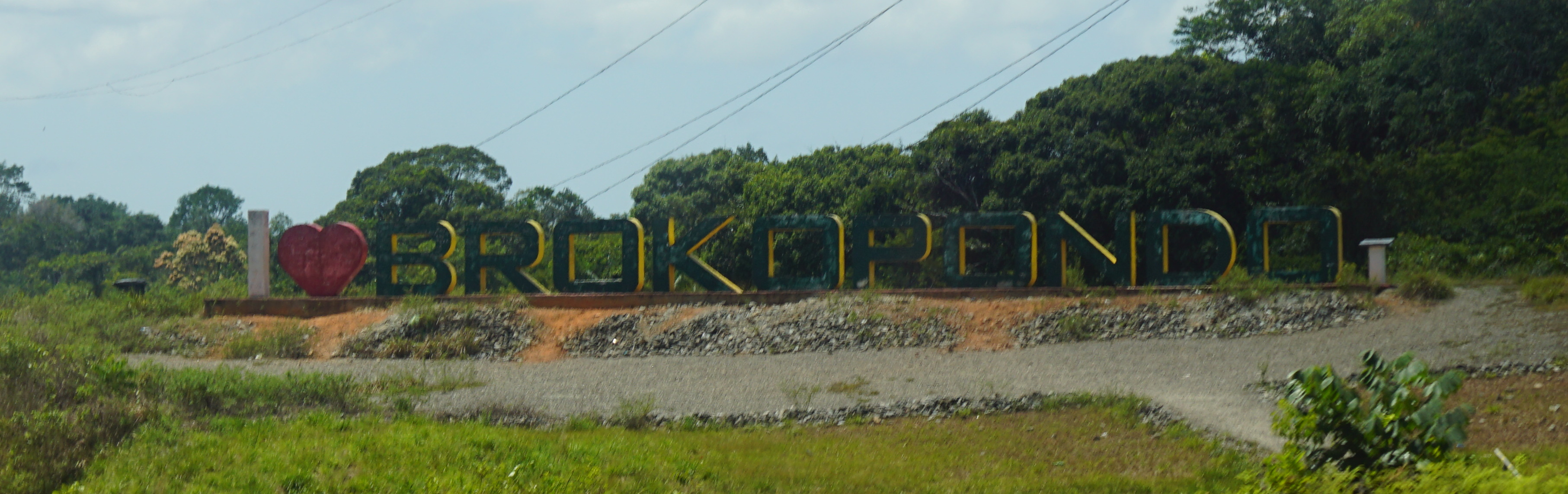
I love Brokopondo-monument langs de kant van de Avobakaweg